# Колацинек
Колацинек (пол. Kołacinek) — село в Польщі, у гміні Дмосін Бжезінського повіту Лодзинського воєводства.
Населення — 262 особи (2011).
У 1975-1998 роках село належало до Скерневицького воєводства.

## Демографія
Демографічна структура станом на 31 березня 2011 року:
|          | Загалом | Допрацездатний вік | Працездатний вік | Постпрацездатний вік |
| -------- | ------- | ------------------ | ---------------- | -------------------- |
| Чоловіки | 131     | 23                 | 90               | 18                   |
| Жінки    | 131     | 21                 | 70               | 40                   |
| Разом    | 262     | 44                 | 160              | 58                   |